# Классический «Доктор Кто» (6-й сезон)
Премьера шестого сезона классических серий британского научно-фантастического сериала «Доктор Кто» состоялась 10 августа 1968 года, с выходом на экраны серии «Доминаторы». Сезон завершился 21 июня 1969 года показом последнего эпизода серии «Военные игры».

## Актёрский состав

### Основной
- Патрик Траутон в роли Второго Доктора
- Фрейзер Хайнс в роли Джейми Маккриммона
- Венди Пэдбьюри в роли Зои Хериот

Патрик Траутон, Фрейзер Хайнс и Венди Пэдбьюри в последний раз вернулись к своим ролям Второго Доктора, Джейми Маккриммона и Зои Хериот соответственно. Все трое решили покинуть шоу после финальной серии сезона, «Военных игр», по взаимному согласию, так как график съёмок в «Докторе Кто» сильно изматывал их. Учитывая эти обстоятельства, создатели решили, начиная со следующего сезона, уменьшить количество эпизодов на сезон практически вдвое.

### Приглашённый
Во серии «Вторжение» вернулся персонаж Николаса Кортни, бригадир Летбридж-Стюарт. В последний раз он был замечен в серии предыдущего сезона «Паутина страха» (на то время он был ещё в чине полковника).
Начиная с 7 сезона классики Летбридж-Стюарт является повторяющимся персонажем вплоть до 13 классического сезона. Также персонаж появится по одному разу в 20 и 26 сезонах.
В той же серии впервые появился Джон Левин, сыгравший роль капрала Бентона. С 7 по 13 сезон классических серий его персонаж (уже в чине сержанта), как и бригадир Летбридж-Стюарт, будет одним из повторяющихся.
В серии «Семена смерти» впервые появляется актёр Алан Беннион, постоянный исполнитель представителей расы Ледяных воинов в классических сериях. В этой серии его персонажа зовут Лорд Слаар.

## Серии
На посту редактора сценариев серий этого сезона Деррика Шервина сменил Терренс Дикс. Шервин же, в свою очередь, стал продюсером сезона вместо Питера Брайанта, вернувшись к редакции сценария лишь на период выхода эпизодов серии «Космические пираты».
6 сезон классического «Доктора Кто» считается самым полным из всех, в съёмках которых принимал участие Патрик Траутон. Из 44 вышедших эпизодов в архивах BBC отсутствуют только 7 (для сравнения: 4 сезон — отсутствует 28 эпизодов из 35, 5 сезон — 18 из 40). Все истории сезона, кроме двух («Вторжение» и «Космические пираты»), присутствуют в архивах в полном объёме. Два утраченных эпизода серии «Вторжение» впоследствии восстановлены за счёт анимации (её художественный стиль имеет сходство с таковым у анимации, использованной для восстановления одной из утерянных серий предыдущего сезона, «Ледяных воинов».
Последняя серия с участием Патрика Траутона, «Военные игры», имеющая в своём составе 10 эпизодов, стоит на втором месте (после выхода 23 сезона сериала, «Суда над повелителем времени» — на третьем) после серии из 12 частей «Генеральный план далеков».
| Номер | Название                                 | Частей (эпизодов)           | Режиссёр       | Сценарист                 | Зрителей (миллионов)                    | Индекс оценки (из 100)  | Дата выхода в эфир | Код |
| --- | ---------------------------------------- | --------------------------- | -------------- | ------------------------- | --------------------------------------- | ----------------------- | --- | --- |
| 44 | «Доминаторы» «The Dominators»            | 5 эпизодов                  | Моррис Бэрри   | Норман Эшби               | 6.1 5.9 5.4 7.5 5.9                     | 52 55 51 53             | 10 августа 1968 года 17 августа 1968 года 24 августа 1968 года 31 августа 1968 года 7 сентября 1968 года                                                                         | TT  |
| ТАРДИС материализуется на мирной планете Далкис, поскольку Доктор намеревается дать себе, Джейми и Зои немного отдохнуть. Но только они совсем не рассчитывали на появление на Далкисе неких Доминаторов. |                                          |                             |                |                           |                                         |                         | |     |
| 45 | «Вор разума» «The Mind Robber»           | 5 эпизодов                  | Дэвид Мэлони   | Питер Линг Деррик Шервин  | 6.6 6.5 7.2 7.3 6.7                     | 51 49 53 56 49          | 14 сентября 1968 года 21 сентября 1968 года 28 сентября 1968 года 5 октября 1968 года 12 октября 1968 года                                                                       | UU  |
| Доктору приходится принять экстренные меры, чтобы увести ТАРДИС подальше от опасности, и в итоге он сам, Джейми и Зои оказываются за гранью реальности - в мире, где оживают придуманные персонажи. |                                          |                             |                |                           |                                         |                         | |     |
| 46 | «Вторжение» «The Invasion»               | 8 эпизодов (1 и 4 утеряны)  | Дуглас Кэмфилд | Деррик Шервин Кит Педлер  | 7.3 7.1 6.4 6.7 6.5 7.2 7.0             | 55 53 54 51 52 56 55 53 | 2 ноября 1968 года 9 ноября 1968 года 16 ноября 1968 года 23 ноября 1968 года 30 ноября 1968 года 7декабря 1968 года 14 декабря 1968 года 21 декабря 1968 года                   | VV  |
| Оказавшись в Лондоне XX века, Доктор снова встречается с отрядом UNIT и узнаёт, что где-то рядом находятся планирующие вторжение киберлюди. |                                          |                             |                |                           |                                         |                         | |     |
| 47 | «Кротоны» «The Krotons»                  | 4 эпизода                   | Дэвид Мэлони   | Роберт Холмс              | 9.0 8.4 7.5 7.1                         | 59 57 56 55             | 28 декабря 1968 года 4 января 1969 года 11 января 1969 года 18 января 1969 года                                                                                                  | WW  |
| Загадочные Кротоны, которых никто ещё не видел, при помощи обучающих машин отбирают самых умных из гуманоидной расы Гонд и делают их своими компаньонами. Но ситуация грозит переломиться после того, как Доктор, Джейми и Зои случайно видят убийство одного из этих "компаньонов".                         |                                          |                             |                |                           |                                         |                         | |     |
| 48 | «Семена смерти» «The Seeds of Death»     | 6 эпизодов                  | Майкл Фергусон | Брайан Хэйлз Терранс Дикс | 6.6 6.8 7.5 7.1 7.6 7.7                 | 57 59 55 57 59          | 25 января 1969 года 1 февраля 1969 года 8 февраля 1969 года 15 февраля 1969 года 22 февраля 1969 года 1 марта 1969 года                                                          | XX  |
| ТАРДИС приземляется в космическом музее, а в это время на лунной базе объявляются Ледяные Воины, планирующие истребить жизнь на Земле. |                                          |                             |                |                           |                                         |                         | |     |
| 49 | «Космические пираты» «The Space Pirates» | 6 эпизодов (1, 3—6 утеряны) | Майкл Харт     | Роберт Холмс              | 5.8 6.8 6.4 5.8 5.5 5.3                 | 57 52 55 53 56 52       | 8 марта 1969 года 15 марта 1969 года 22 марта 1969 года 29 марта 1969 года 5 апреля 1969 года 12 апреля 1969 года                                                                | YY  |
| Доктор, Джейми и Зои застревают на одной из составляющих гигантского космического корабля, в то время как ТАРДИС находится на другой. Но положение становится критическим, когда банда космических пиратов намеревается взорвать этот корабль ради перевозимого на нём ценного материала аргонита.           |                                          |                             |                |                           |                                         |                         | |     |
| 50 | «Военные игры» «The War Games»           | 10 эпизодов                 | Дэвид Мэлони   | Майкл Хьюлк Терранс Дикс  | 5.5 6.3 5.1 5.7 5.1 4.2 4.9 3.5 4.1 5.0 | 55 54 53 50 53 57 58    | 19 апреля 1969 года 26 апреля 1969 года 3 мая 1969 года 10 мая 1969 года 17 мая 1969 года 24 мая 1969 года 31 мая 1969 года 7 июня 1969 года 14 июня 1969 года 21 июня 1969 года | ZZ  |
| Доктор и его спутники оказываются на Земле в самый разгар Первой мировой войны. Но что-то тут не так - некоторые солдаты говорят о неких «туманных зонах», Доктора едва не расстреливают без причин и доказательств, а Джейми попадает в тюрьму и сталкивается там с англичанином из своего родного времени. |                                          |                             |                |                           |                                         |                         | |     |

## Утраченные эпизоды
- «Вторжение» — утрачены эпизоды 1 и 4 (всего их 8)
- «Космические пираты» — в архивах отсутствуют все эпизоды, кроме 2-го.

## DVD и Blu-Ray
| Серия                                                                                           | Количество и продолжительность эпизодов | Регион 2             | Регион 4             | Регион 1             |
| ----------------------------------------------------------------------------------------------- | --------------------------------------- | -------------------- | -------------------- | -------------------- |
| «Доминаторы»                                                                                    | 5 × 25 мин.                             | 12 июля 2010 года    | 2 сентября 2010 года | 11 января 2011 года  |
| «Вор разума»                                                                                    | 5 × 20 мин.                             | 7 марта 2005 года    | 5 мая 2005 года      | 6 сентября 2005 года |
| «Вторжение» (эпизоды 2-3 и 5-8, анимация эпизодов 1 и 4)                                        | 8 × 25 мин.                             | 6 ноября 2006 года   | 3 января 2007 года   | 6 марта 2007 года    |
| «Кротоны»                                                                                       | 4 × 25 мин.                             | 2 июля 2012 года     | 2 августа 2012 года  | 10 июля 2012 года    |
| «Семена смерти»                                                                                 | 6 × 25 мин.                             | 17 февраля 2003 года | 5 мая 2003 года      | 2 марта 2004 года    |
| «Семена смерти» — Специальное издание Только в Регионах 2 и 4 в рамках сборника Revisitations 2 | 6 × 25 мин.                             | 28 марта 2011 года   | 5 мая 2011 года      | 12 июня 2012 года    |
| «Военные игры»                                                                                  | 10 × 25 мин.                            | 6 июля 2009 года     | 3 сентября 2009 года | 3 ноября 2009 года   |

Затерянные во времени
Все серии, эпизоды которых утеряны, включая серии этого сезона, были объединены в единое коллекционное издание «Затерянные во времени». В регионе 1 издание выходило в двух форматах: в виде двух независимых томов (для эпизодов серий с Первым и Вторым Докторами соответственно) и в виде единого сборника. В Регионах 2 и 4 доступен только в виде единого сборника.
| Серия                           | Количество и продолжительность эпизодов | Регион 2           | Регион 4                             | Регион 1           |
| ------------------------------- | --------------------------------------- | ------------------ | ------------------------------------ | ------------------ |
| «Космические пираты» (эпизод 2) | 5 × 25 мин.                             | 1 ноября 2004 года | 2 декабря 2004 года 1 июля 2010 года | 2 ноября 2004 года |

## Книги
| Серия                | Адаптация                   | Автор          | Впервые опубликована |
| -------------------- | --------------------------- | -------------- | -------------------- |
| «Доминаторы»         | «Доминаторы»                | Ян Мартер      | 1984                 |
| «Вор разума»         | «Вор разума»                | Питер Линг     | 1987                 |
| «Вторжение»          | «Вторжение»                 | Ян Мартер      | 1985                 |
| «Кротоны»            | «Кротоны»                   | Терренс Дикс   | 1985                 |
| «Семена смерти»      | «Семена смерти»             | Терренс Дикс   | 1986                 |
| «Космические пираты» | «Космические пираты»        | Терренс Дикс   | 1990                 |
| «Военные игры»       | «Доктор Кто и Военные игры» | Малкольм Хьюлк | 1979                 |

### Комментарии
1. ↑  Оба утерянных  эпизода были восстановлены с помощью анимации студией Cosgrove Hall и выпущены на DVD вместе с остальными эпизодами серии 6 ноября 2006 года